# Ospedale del Ceppo
L'ospedale del Ceppo è un antico ospedale di Pistoia, fondato nel XIII secolo.
Secondo la leggenda, il nome deriva da un ceppo miracolosamente fiorito durante l'inverno, che secondo le indicazioni date da un'apparizione della Madonna, avrebbe mostrato il luogo in cui fondare l'ospedale ai pii coniugi Antimo e Bendinella. In alternativa si è pensato ad una derivazione del nome dal "ceppo" di castagno cavo utilizzato per la raccolta delle offerte, sull'esempio di analoghe istituzioni toscane.
È stato l'ospedale cittadino fino al 21 luglio 2013, quando è stato sostituito dal nuovo Ospedale San Jacopo, posto nella zona sud della città.

## Storia
Fu fondato secondo la tradizione nel 1277 dalla "compagnia di Santa Maria" o "del Ceppo dei poveri", come risulta da documenti datati a partire dal 1286 .
Già nel 1345 erano iniziati i lavori per l'edificazione di nuovi chiostro, oratorio e domus, o corsia per le donne.

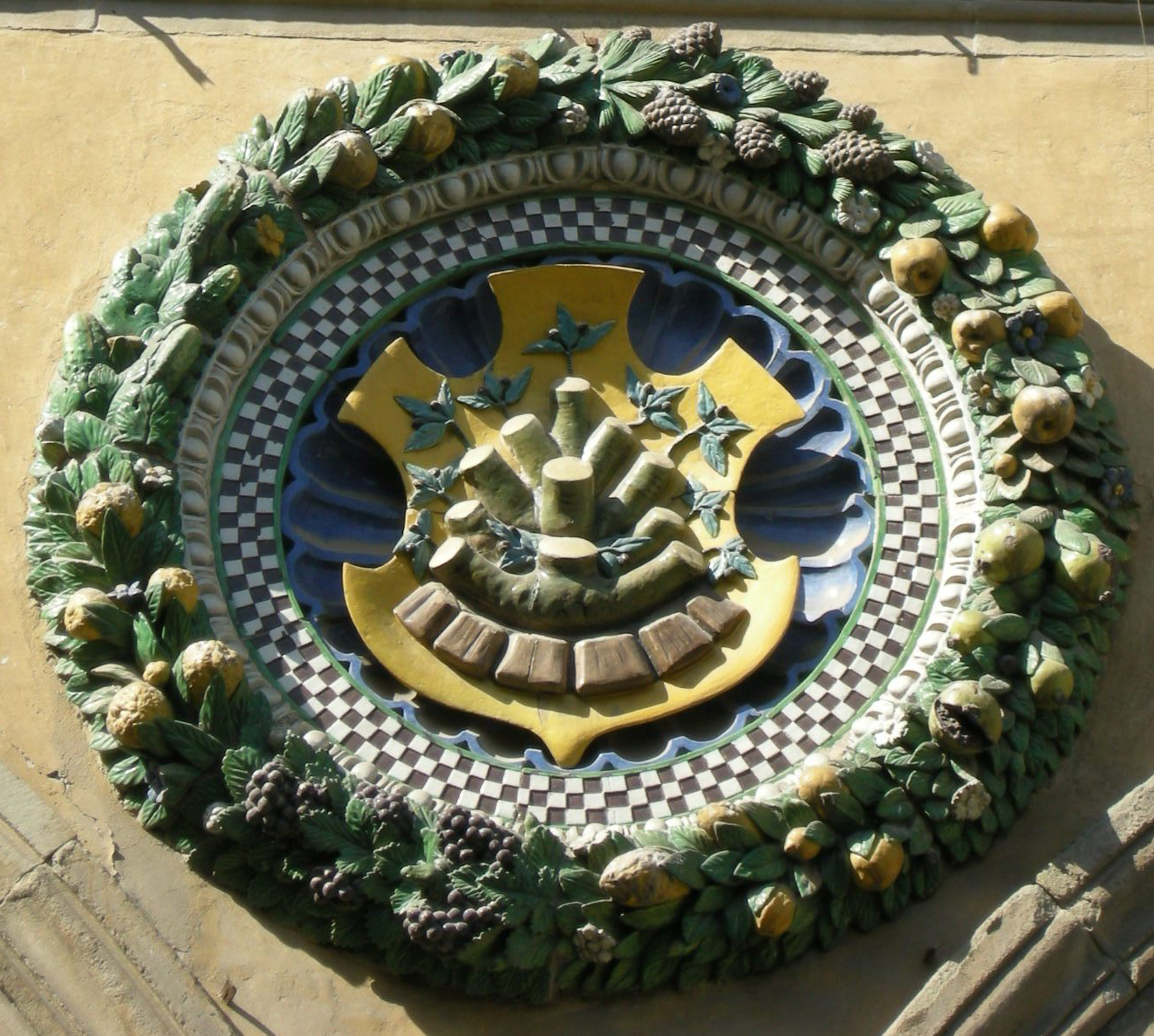
Lo stemma del Ceppo

L'Ospedale del Ceppo divenne l'ente ospedaliero prioritario della città durante l'epidemia di peste nera che colpì Pistoia nel 1348, per motivi ancora da chiarire dagli storici. Durante questo periodo molti dei ricoverati lasciarono per testamento i loro beni all'Ospedale, il quale si ritrovò al termine dell'epidemia un vasto patrimonio immobiliare. Gli inventari che furono redatti per controllare questo patrimonio sono stati utili per l'approfondimento dello studio urbanistico della Pistoia medievale.
La sorveglianza sull'ospedale era stata inizialmente affidata al capitolo della cattedrale, ma dal 1350 il comune aveva cominciato a tentare di laicizzare la "compagnia del Ceppo", ponendola alle proprie dipendenze e disponendo che ne fossero a capo gli "uffiziali" comunali. In seguito al passaggio di Pistoia sotto il dominio di Firenze, nel 1401, con un decreto del 1424, rinnovato nel 1439, la signoria fiorentina dispose che lo spedalingo, l'amministratore dell'ospedale, fosse considerato persona secolare e l'Ospedale luogo secolare e profano.
Gli amministratori dell'ospedale, liberi da ogni controllo locale, dettero inizio fra il 1451 e il 1456 a una razionalizzazione e riorganizzazione dei vari corpi di fabbrica affidata all'architetto fiorentino Michelozzo di Bartolomeo, che conferì al complesso la prima struttura monumentale. L'elezione dello "spedalingo" fu spesso oggetto di contese tra le nobili famiglie pistoiesi. In particolare vi furono disordini nel 1498, per i violenti contrasti tra i Panciatichi, fautori della signoria medicea e i Cancellieri.
Nel 1494 la "compagnia del Ceppo" era stata estromessa dall'Ospedale e tale esclusione venne confermata nel 1500, affidando l'ospedale ai priori del comune di Pistoia. La compagnia cambiò nome nel 1533 e divenne la "compagnia della Crocetta di San Luca", dalla chiesa presso la quale si riuniva.
Nel 1501 l'ospedale del Ceppo venne sottomesso allo "Spedale di Santa Maria Nuova" di Firenze (e allo stesso modo, l'ospedale di San Gregorio divenne dipendente dall'Ospedale degli Innocenti di Firenze nel 1505). Lo "spedalingo" fiorentino di Santa Maria Nuova, Leonardo Buonafede, monaco certosino, lo diviene anche dell'Osp. del Ceppo e nel 1514 fa costrure il loggiato sul modello del Loggiato degli Innocenti, opera del Brunelleschi. Nel 1522  fece realizzare il celebre fregio, che dava un carattere di monumentalità alla facciata, già corredata dei due mezzitondi (stemma di Santa Maria NUova e del Comune di Pistoia) oltre al tondo con lo stemma dell'Osp. del Ceppo.
Nel 1784 il granduca Pietro Leopoldo di Lorena aggregò i due ospedali del Ceppo e di San Gregorio nel nuovo ente degli "Spedali Riuniti di Pistoia", restituendo ai pistoiesi l'ufficio di "spedalingo".

## Descrizione
L'attuale complesso deriva da una serie di aggiunte e rifacimenti all'originario edificio duecentesco, il cui nucleo corrispondeva all'attuale "corsia di Sant'Atto", su via delle Pappe, un ampio ambiente con grandi finestre, attualmente conservato in un rifacimento cinquecentesco.
Nel XV secolo vi si aggiunse l'ala con l'attuale facciata, con il loggiato rinascimentale ad arcate costruito nel 1522 sul modello dell'ospedale degli Innocenti di Firenze. La loggia è ornata dal fregio in terracotta policroma invetriata eseguito da Santi Buglioni agli inizi del XVI secolo, con le due Arpie raffigurate sugli angoli in segno ammonitore.
La "corsia di San Leopoldo", oggi sede dell'Accademia medica pistoiese, era un tempo destinata agli ammalati contagiosi, curati a distanza da un camminamento esterno che corre sotto al finestrone della facciata.

### Decorazioni del loggiato

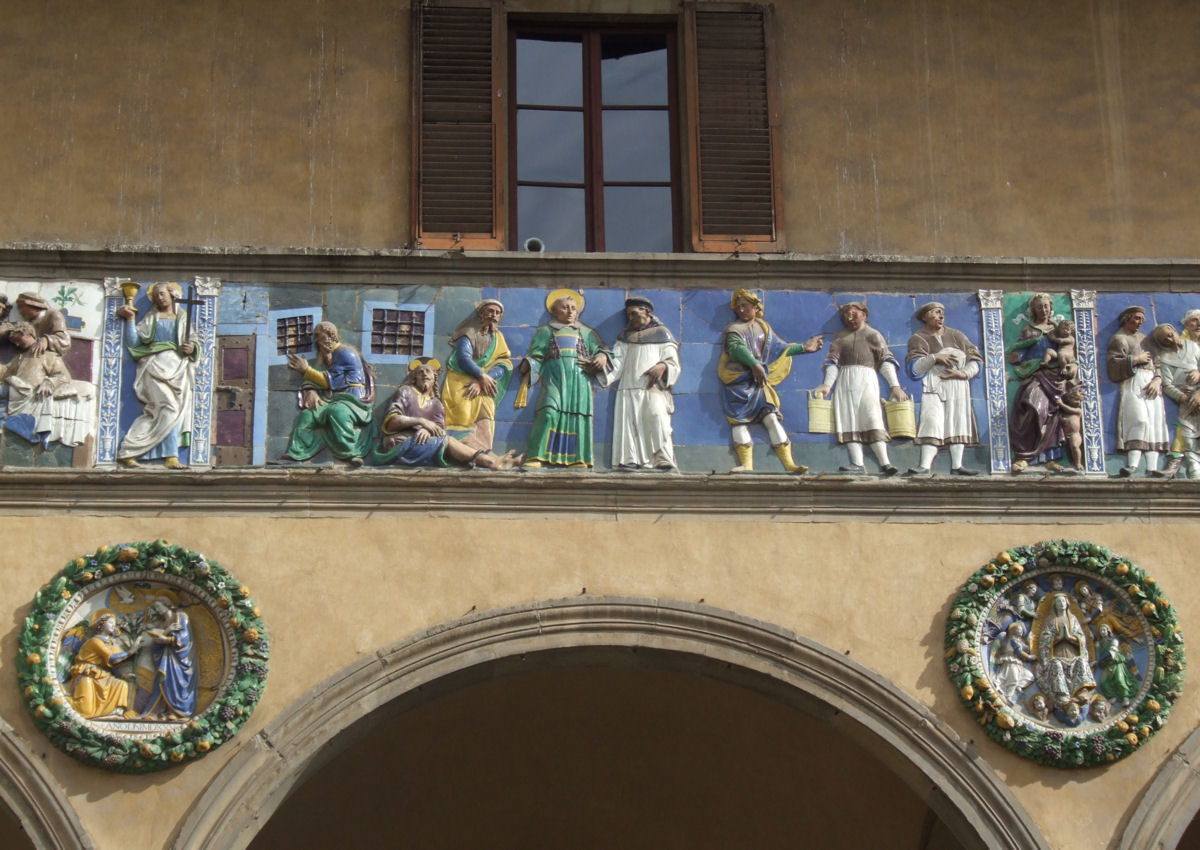
Dettaglio del fregio

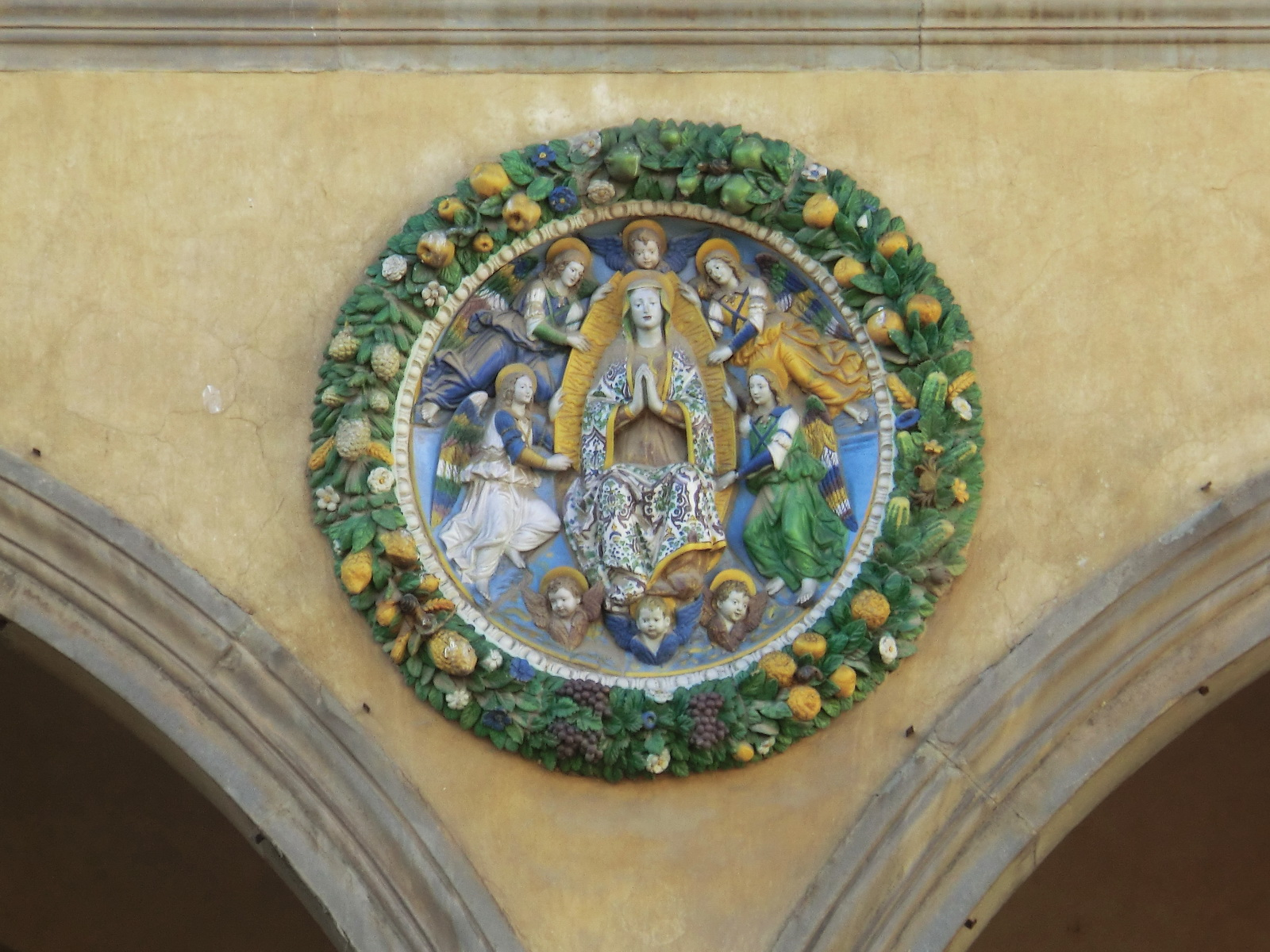
Tondo con la Madonna in gloria

Sulla facciata, al di sopra delle arcate del loggiato, si trova un fregio in terracotta dipinta a colori vivaci e invetriata, mentre dei tondi nella stessa tecnica sono inseriti nei pennacchi degli archi.
In precedenza, nel 1512 Benedetto Buglioni aveva realizzato una lunetta con l'Incoronazione della Vergine sopra il portale adiacente al loggiato, con figure bianche su fondo azzurro. Lo stesso artista aveva realizzato nel 1515 lo stemma dell'ospedale, collocato all'angolo destro della facciata.
Il fregio venne commissionato nel 1522 e venne realizzato entro il 1528, data di nomina a Vescovo di Vieste del Benedetto Buonafede, da Santi Buglioni suddiviso in pannelli ed illustra le sette opere di misericordia (Vestire gli ignudi, Alloggiare i pellegrini, Visitare gli infermi, Visitare i carcerati, Seppellire i morti, Dar da mangiare agli affamati, Dar da bere agli assetati). Le scene raffiguranti le opere sono intervallate dalle figure di Virtù (Prudenza, Fede, Carità, Speranza e Giustizia), inquadrate da lesene decorate. Completano l'opera due arpie sugli angoli. Il fregio venne eseguito a partire dal 1525, su commissione dello spedalingo fiorentino Leonardo Buonafede, che compare nelle scene in abito bianco con mantella nera, a presiedere le quotidiane attività dell'ospedale. L'ultimo pannello a destra venne sostituito nel 1586 con uno nuovo, eseguito da Filippo di Lorenzo Paladini, privo di invetriatura. Su di esso viene rappresentato al posto del Buonafede lo spedalingo dell'epoca, Bartolomeo Montichiari.
I tondi furono eseguiti a partire dal 1525 da Giovanni della Robbia e raffigurano l'Annunciazione, la Gloria della Vergine, la Visitazione e lo stemma mediceo.
Nel 1518, con la morte di Niccolò Pandolfini, vescovo di Pistoia, lo spedalingo Leonardo Buonafede era candidato alla sua successione, ma venne prescelto Antonio di Alessandro Pucci che, nel 1527, ostaggio dei lanzichenecchi, durante il sacco di Roma, riuscì a fuggire. Per questo motivo, il Buonafede abbandonò Pistoia, accettando la porpora per la diocesi di Vieste e in seguito per Cortona, lasciando incompiuta l'opera del fregio, mancante della settima formella "dar da bere agli assetati". I resti frantumati di questa formella furono scoperti nel 1936 all'interno dello spedale, nel luogo dove i della Robbia tenevano i forni. In seguito, Leonardo Buonafede, lasciò l'Episcopio di Cortona trasferendosi alla Certosa del Galluzzo, dove fece eseguire ai Della Robbia, opere in terracotta invetriata e dove è collocato il suo sepolcro con bassorilievo di Francesco Giuliano da Sangallo del 1545.

### Figurazioni nei tondi centrali dedicati alla Madonna
Nel primo tondo l'Arcangelo annuncia a Maria il concepimento del Salvatore. In calce le lettere epigrafiche A.N O.D NI.M D X X V. Nel secondo tondo la Madonna orante nella gloria del cielo tra gli Angeli. Nel terzo tondo Maria annuncia a Elisabetta il lieto evento. In calce le lettere M.A M.D. -B.I.M.E.F.V.T., con il significato evangelico "Magnificat anima mea Domine Benedicta tu inter mulieres et Benedictus fructus ventris tui. LUCA,I,46-I,42.

## Scuola di medicina
Le lezioni di medicina si dovevano tenere nell'ospedale sin dagli inizi del XVI secolo, come sembra dalla rappresentazione di una visita ad un malato ("Visita agli infermi del fregio robbiano), a cui assistono personaggi interpretati come studenti.
La "scuola medica di Pistoia" venne tuttavia fondata nel 1666 e il suo ordinamento venne ufficialmente approvato dal granduca Pietro Leopoldo nel 1784. Il corso di studi, suddiviso in tre classi, durava sei anni. Vi erano state istituite le cattedre di "medicina pratica", "istituzioni chirurgiche", "anatomia", "casi pratici", "operazioni e ostetricia" La scuola fu chiusa nel 1844 per la scarsa frequentazione.
Nella scuola si formò l'anatomista Filippo Pacini.
Il "Museo dei ferri chirurgici", allestito in una piccola sala dell'antico ospedale, ospita una raccolta di strumenti medici utilizzati nell'ospedale e di testi antichi di medicina.
Il "Laboratorio di farmacia" conserva vasi e arredi per la preparazione dei farmaci e la conservazione delle essenze officinali.

## Il teatro anatomico
La scuola di medicina era dotata di un teatro anatomico, tuttora esistente e visitabile come tappa durante la visita guidata al Museo dello Spedale del Ceppo e la visita a Pistoia sotterranea. Costruito in stile neoclassico alla fine del XVIII secolo e composto da due sale che formano un edificio separato, addossato alle mura esterne dell'ospedale. Nella prima sala, occupata dai banchi in muratura disposti ad anfiteatro e decorata con affreschi, si svolgevano le lezioni di anatomia, e con la dissezione si spiegava la funzione dei vari organi. Nella seconda stanza, munita di scolatoi nel pavimento, i cadaveri venivano preparati per la lezione su un tavolo di marmo e sezionati dai cerusici Maestri di Grembiale.